# Friðrik Þór Friðriksson
Friðrik Þór Friðriksson (12 de mayo de 1954), a veces escrito Fridrik Thor Fridriksson, es un director de cine islandés.

## Trayectoria
A comienzos de la década de 1980 comenzó su carrera en la creación cinematográfica con películas experimentales y documentales. En 1990 funda la Corporación Cinematográfica de Islandia, y desde entonces se ha convertido en la empresa productora cinematográfica más importante de Islandia. La empresa produce sus películas y obras con otros directores y productores islandeses. Su reputación internacional le ha permitido construir a la compañía una red internacional de empresas socias coproductoras, incluyendo Zentropa de Lars von Trier y más recientemente American Zoetrope de Francis Ford Coppola.
Debutó como director de cine con Skytturnar (Ballenas blancas) en 1987. Su segunda producción Niños de la naturaleza (1991) fue nominada para un premio Oscar en la categoría de Mejor Película Extranjera y obtuvo el Gran premio del cuarto Yubari International Fantastic Film Festival en febrero de 1993.
Friðrik también actuó en la película de comedia Direktøren for det hele (El director de todos) de Lars von Trier del año 2006.
Entre sus trabajos más recientes se encuentra el documental A Mother's Courage: Talking Back to Autism (El coraje de una madre: replicar al autismo), localmente titulada Sólskinsdrengurinn (El niño del sol), así como Mamma Gógó. Las dos se estrenaron en el Festival Internacional de Cine de Toronto del año 2009 junto con otra película suya.

## Estilo e influencias
Friðrik creció en Islandia en la década de 1960 y por ello recibió fuertes influencias de las películas estadounidenses. A pesar de ello, las influencias de las obras de Akira Kurosawa, John Ford y Nicholas Ray fueron importantes en su decisión de ser director de cine. Ha trabajado con dos de los novelistas y guionistas más famosos de Islandia. Su trabajo con Einar Már Guðmundsson incluye Niños de la naturaleza, Angels of the Universe, y Moviedays. Su trabajo con Einar Kárason incluye Skytturnar, Devils Island, y Falcons.
Friðrik Þór Friðriksson se caracteriza por un estilo fuertemente visual en sus películas que incluyen imágenes sorprendentes. Estas películas son fuertemente personales y se basan en la cultura de Islandia, a menudo presentan personajes en encrucijadas de tradición y modernidad. Se dice que combinan un sentido del humor particular con una genuina solidaridad con los personajes.

## Premios y distinciones
Premios Óscar
| Año  | Categoría                                       | Trabajo nominado       | Resultado |
| ---- | ----------------------------------------------- | ---------------------- | --------- |
| 1992 | Mejor película extranjera (de habla no inglesa) | Hijos de la naturaleza | Nominado  |